# Boom & Reds
Boom & Reds è un cartone animato spagnolo in computer grafica 3D creato dallo studio di animazione Anera Films e prodotto dalla Motion Pictures. Veniva trasmesso per la prima volta su Rai Due nel 2007 e nel 2008 su Rai YoYo.
Il cartone animato ha l'obiettivo di insegnare ai bambini il riconoscimento delle forme e degli oggetti; inoltre insegna valori come l'amicizia e il rispetto tra esseri diversi.
Per risparmiare sul budget gli episodi sono di fatto tutti identici in ogni dettaglio ed animazione; l'unica cosa che cambia è la sagoma composta dai Reds e la figura del fumetto di Boom nei suoi tentativi di indovinare l'oggetto proposto dai Reds.

## Storia e personaggi
I Reds sono tanti piccoli funghetti che vivono in una città costruita su un grande albero dove le case hanno tetti rossi e tondi come i loro cappellini. Appena sentono avvicinarsi il gigante Boom, buffo e molto ingenuo, partono e si riuniscono vicino a lui. Sia Boom che i Reds non parlano mai (al massimo emettono dei "mugugni" con i quali si chiamano a vicenda). Uno dei Reds  sale su un dito della mano di Boom e, ad un suo cenno, gli altri funghetti si dispongono sul prato a formare una figura che Boom deve indovinare in tre successivi passaggi che aggiungono ogni volta nuovi particolari. Poiché è molto ingenuo interpreta male i loro suggerimenti, finché al terzo errore viene deriso dai funghetti e si rattrista: i Reds smettono allora di ridere e quello che dirige le operazioni gli suggerisce la soluzione nell'orecchio. Quando enuncia la soluzione corretta, tutti applaudono e iniziano a fare festa.
Il breve episodio si conclude con Boom che si allontana suonando il flauto mentre i funghetti, felici, saltano al ritmo delle pedate al suolo del gigante.